# Gramm
Ein Gramm ist eine physikalische Einheit für die Masse, sein Einheitenzeichen ist g. Ein Gramm ist gleich ein Tausendstel eines Kilogramms (kg), der SI-Basiseinheit für die Masse. In dieser Art, als 0,001 kg, ist das Gramm in nationalen Einheitengesetzen und in Normen definiert.

## Namensherkunft
Der Name stammt von lateinisch gramma das wiederum von altgriechisch γράμμα abgeleitet wurde. Ein griechisches Gramma entsprach zwei Oboloi. In römischer Zeit wurde das Gramma dem römischen Skrupel gleichgesetzt, das 1⁄24 Unze entsprach.

## Definition
Das Kilogramm und damit das Gramm sind dadurch festgelegt, dass der Planck-Konstante h ein fester Wert zugewiesen ist.
Eine erste Definition von Gramm und Kilogramm stammen aus der Zeit des revolutionären Frankreichs und beziehen sich auf Wasser, das in metrischen Volumeneinheiten zu messen ist (ein Liter für das Kilogramm). Präzise formuliert: Ein Gramm destilliertes Wasser nimmt bei einer Temperatur von 3,98 °C und einem Luftdruck von 101,325 kPa das Volumen eines Kubikzentimeters bzw. eines Milliliters ein. 1889 wurde der tausendste Teil des Urkilogramms, welches bei Paris aufbewahrt wird, als ein Gramm festgelegt. Diese Definition galt bis zur Revision des Internationalen Einheitensystems im Jahr 2019.

## Dezimale Vielfache
Abweichend von den sonstigen Regeln im SI bildet man dezimale Teile und Vielfache von Masseeinheiten mit SI-Präfixen nicht ausgehend von der kohärenten Einheit Kilogramm, sondern durch Herleitung vom Gramm. Beispiele:
- 1 mg = ein Milligramm = ein tausendstel Gramm = 10−3 g
- 1 μg = ein Mikrogramm = ein millionstel Gramm = 10−6 g
Wenn der griechische Buchstabe nicht verfügbar ist, wird manchmal „ug“ oder „mcg“ verwendet – siehe Vorsätze für Maßeinheiten#Typografie.

Für größere Masse ist auch die Nicht-SI-Einheit Tonne (1 t = 1000 kg = 1 Mg) üblich, die ihrerseits mit Präfixen wie „Kilo“ versehen werden kann.
Beispiele:
- 1 t = eine Tonne = 1000 kg = eine Million Gramm = ein Megagramm = 1 Mg
- 1 kt = eine Kilotonne = eine Million Kilogramm = eine Milliarde Gramm = ein Gigagramm = 1 Gg

Siehe auch: Liste von Größenordnungen der Masse (mit allen gebräuchlichen Präfixen)

## Im Wirtschaftsleben

### Dekagramm

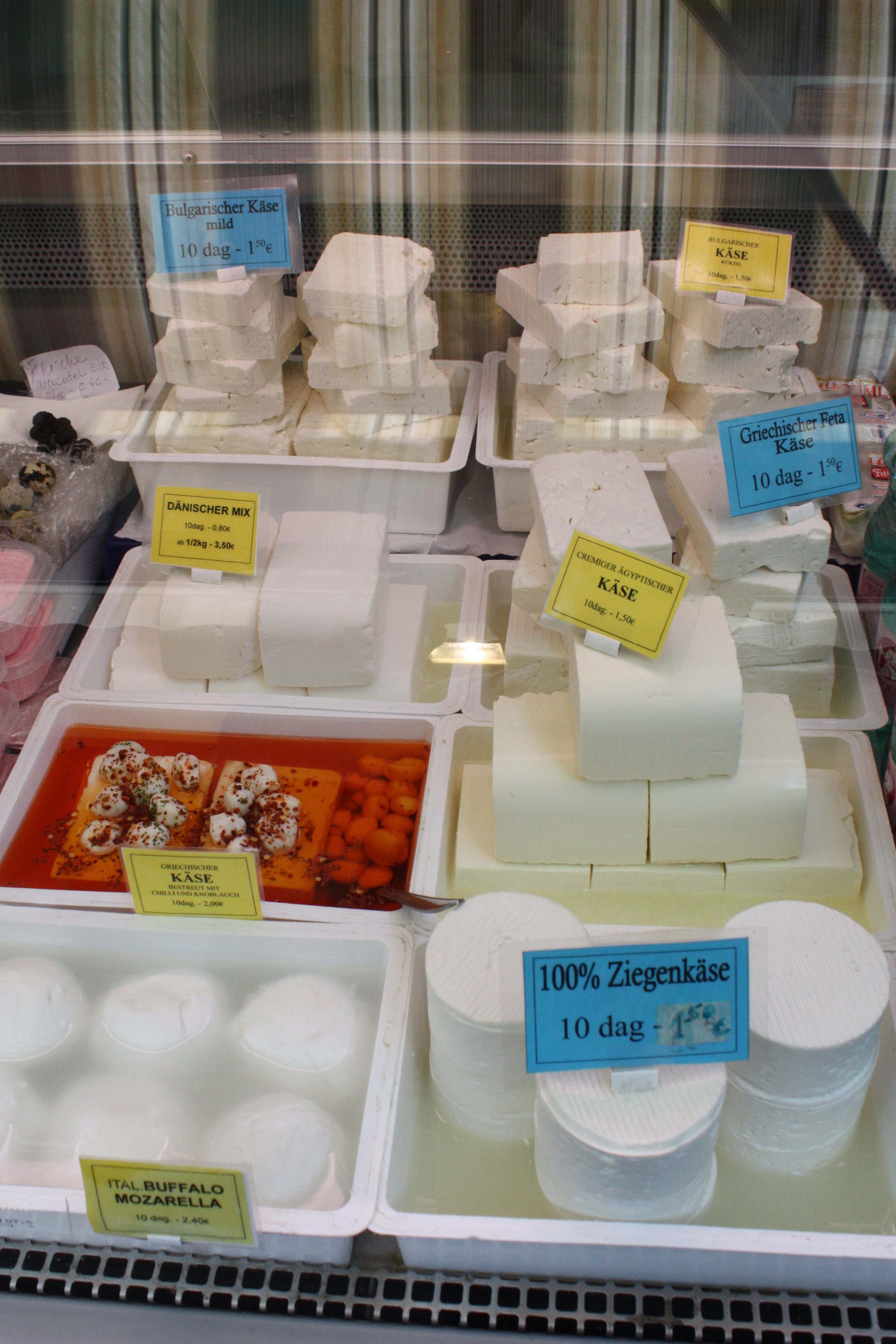
Masseangaben auf Preisschildern auf dem Wiener Naschmarkt in dag (Dekagramm)

Das Dekagramm hat das SI-konforme Einheitenzeichen „dag“. In Österreich ist das Dekagramm (= 10 Gramm) vor Entstehung des SI durch Gesetz vom 5. Juli 1950 als gesetzliches Maß für die Masse mit dem Zeichen „dkg“ eingeführt worden, wobei „Deka“ mit „dk“ abgekürzt wurde. 1973 wurde das Zeichen entsprechend den Regeln im SI zu „dag“ geändert. Das ursprüngliche Zeichen blieb bis zum 31. Dezember 1977 übergangsweise zulässig. In Österreich (und auch den anderen Nachfolgestaaten Österreich-Ungarns) wird vor allem beim Einkauf von Lebensmitteln und in Rezepten die Maßeinheit Dekagramm häufig verwendet und dabei umgangssprachlich oft zu „Deka“ verkürzt. In gewisser Weise setzt es das metrische Lot fort.

### Hektogramm
In Italien ist das Hektogramm (ettogrammo, umgangssprachlich zu etto, Plural etti, verkürzt = 100 Gramm) eine beim Einkaufen von Lebensmitteln verwendete Maßeinheit.

### Dezigramm und Zentigramm
Apotheker verwendeten früher auch Wägestücke, die auf Dezigramm (1 dg = 0,1 g) und Zentigramm (1 cg = 0,01 g) lauteten, wobei bereits Ende des 19. Jahrhunderts angeraten wurde, diese Namen bei ärztlichen Verordnungen (ebenso wie Milligramm) zu vermeiden und die Masse als Kommazahl in Gramm auszudrücken.